# Orimarga (Orimarga) scabriseta
Orimarga (Orimarga) scabriseta is een tweevleugelige uit de familie steltmuggen (Limoniidae). De soort komt voor in het Neotropisch gebied.